# Leptopterna ferrugata
Leptopterna ferrugata är en insektsart som först beskrevs av Carl Fredrik Fallén 1807.  Leptopterna ferrugata ingår i släktet Leptopterna och familjen ängsskinnbaggar. Arten är reproducerande i Sverige. Inga underarter finns listade i Catalogue of Life.

## Bildgalleri

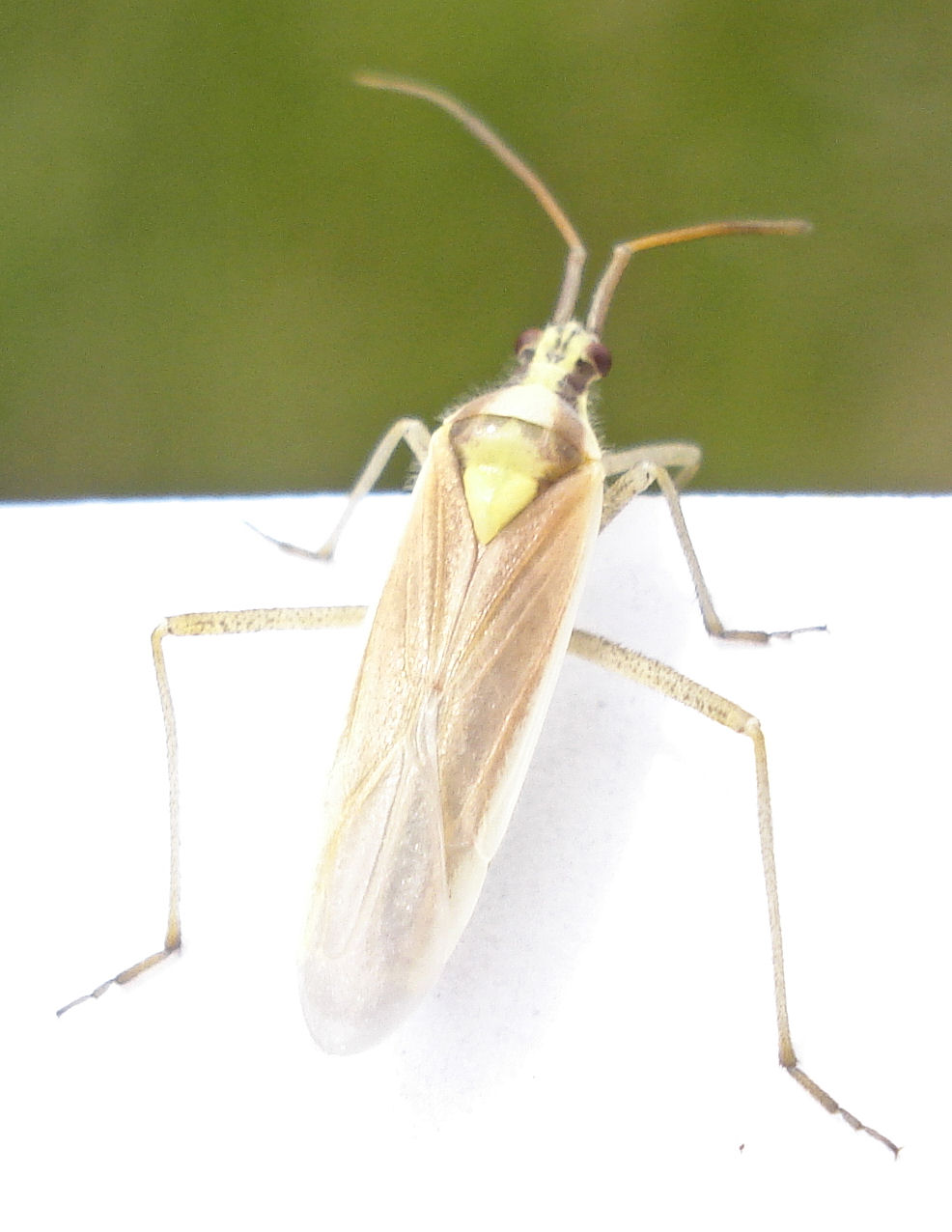
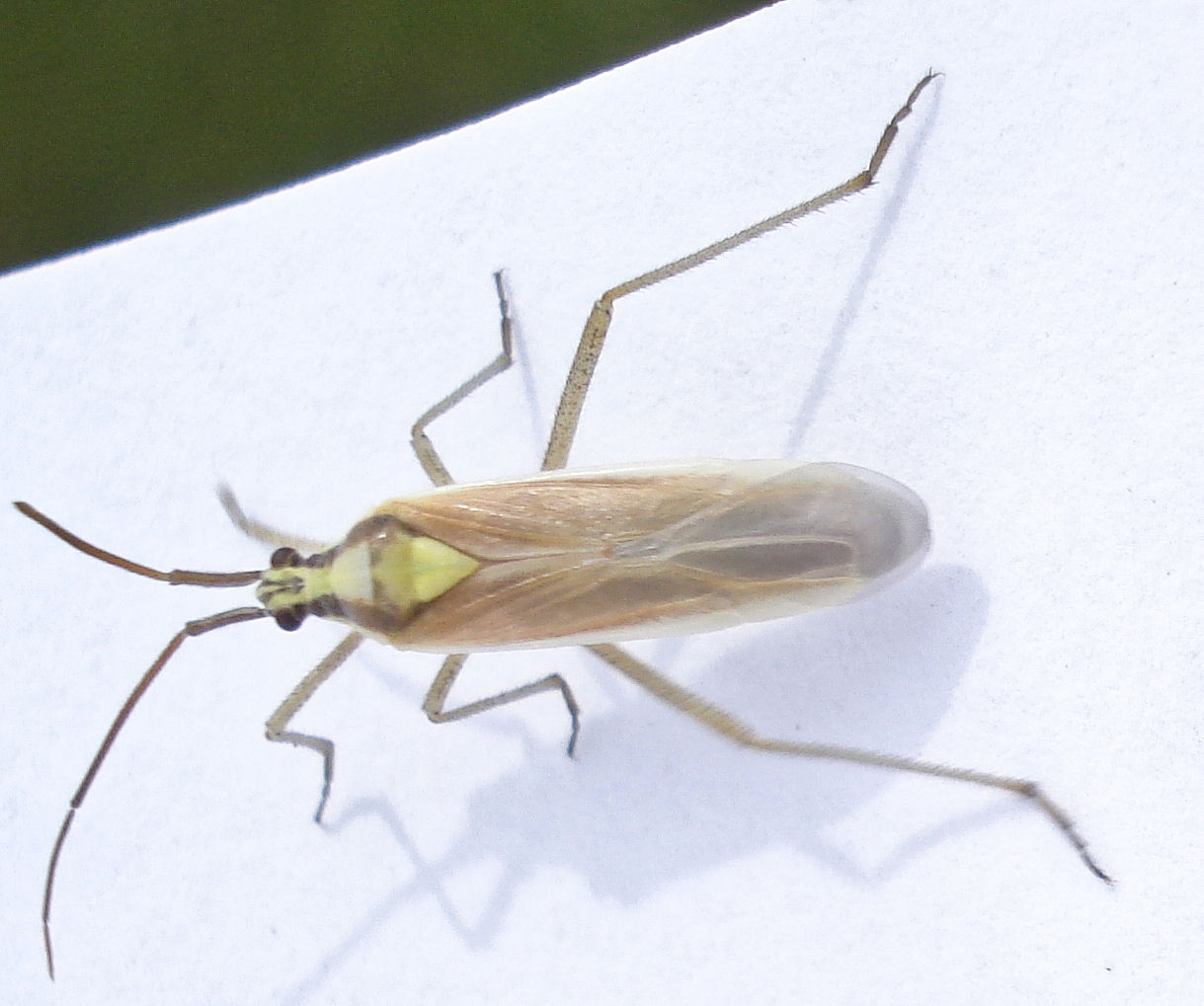
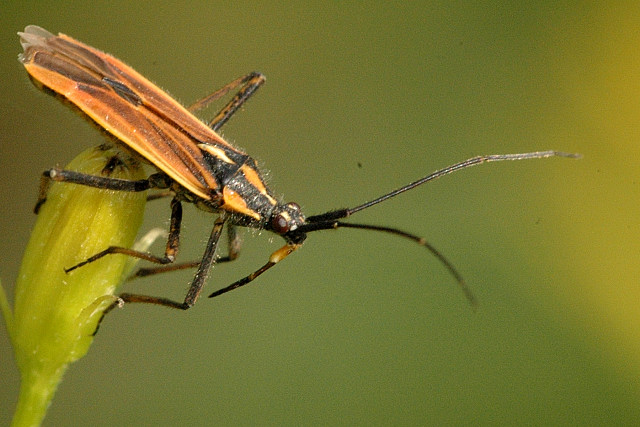
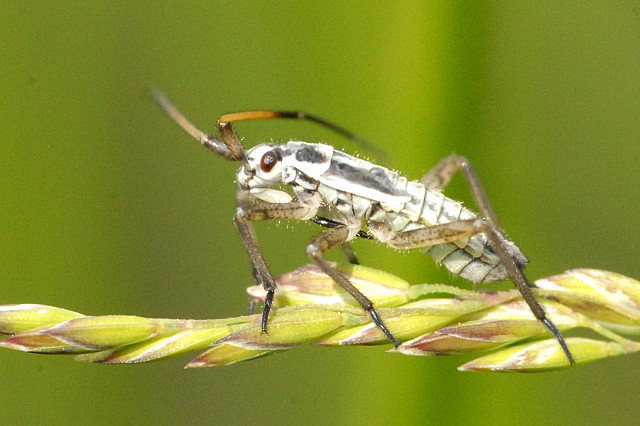